# Robert Creamer
Robert W. Creamer, né le 14 juillet 1922 à Tuckahoe (New York) aux États-Unis, et mort le 18 juillet 2012 est un journaliste sportif américain spécialisé dans le baseball qui travailla principalement pour Sports Illustrated (1954-1984) et le New York Times.
Auteur de plusieurs ouvrages sur le baseball, il signe notamment des biographies de Babe Ruth (Babe: The Legend Comes to Life) et Casey Stengel (Stengel: His Life and Times). Creamer apparait comme témoin récurrent dans le documentaire Histoire du baseball de Ken Burns (1994) puis est régulièrement sollicité pour figurer dans les documentaires et autres séries télévisées liés au baseball.
On retrouve deux de ses articles dans l'anthologie Great Baseball Writing rassemblant une sélection de 52 articles de Sports Illustrated consacrés au baseball sur la période 1954-2004. Ces articles sont « The Year, the Moment and Johnny Podres » et « The Transistor Kid ».